# Набил Бенталеб
Набил Бенталеб (на арабски: نبيل بن طالب), е алжирско-френски футболист. Играе като дефанзивен халф за френския Лил и алжирския национален отбор.

## Биография
Набил Бенталеб е роден на 24 ноември 1994 година в град Лил, в семейството на мигранти от Алжир.

### Клубна кариера
Бенталеб започва футболната си кариера си в младежката академия на френския Лил. През януари 2012 г. той подписва договор с английския клуб Тотнъм, където през сезон 2012/13 отбелязва за U-21 четири гола в 14 мача, включително и победния гол в мача срещу U-21 на градските съперници Арсенал. Като се започне от сезон 2013/14 той играе в първия отбор и прави първия си мач през декември 2013 при победата с 3:2-победа над Саутхамптън, когато заменя в 50-а минута Муса Дембеле. Дебютът му в Лига Европа е на 20 февруари 2014 г. в осминафинала срещу ФК Днипро.
През август 2016 г. Бенталеб заиграва под наем в немската Първа Бундеслига за отбора на Шалке 04. Първият му мач за „кралскосините“ е при загубата с 0:1 срещу Айнтрахт Франкфурт, когато заменя в 74-та минута Денис Аого. В 7-ия кръг той вкара при 1:1 в мач срещу ФК Аугсбург и първия си гол за Шалке 04.

### Национален отбор
Дебютира във френската U-19 формация на 14 ноември 2012 при поражението с 0:3 от Германия.
Въпреки че е играл по този начин за Франция, той е силно желан от Алжирската федерация по футбол, а и също така от Английската асоциация. Бенталеб обявява на 15 февруари 2014 г., че желанието му е да играе в бъдеще за Алжир. Дебюта си прави на 5 март 2014 г. в приятелски мач срещу Словения. На Световното първенство в Бразилия през 2014 г. полузащитникът играе пълни 90 минути и в трите мача на групата, а в осминафинала срещу Германия е резерва.